# Cläre With
Cläre With (* 5. September 1894 in Bremerhaven; † 9. Februar 1964 in Berlin (West)) war eine deutsche Lehrerin und Zeitschriftenchefredakteurin.

## Leben und Wirken
Der Vater Carl With (1845–1905) war Arzt in Bremerhaven und leitete zeitweise die öffentliche Gesundheitsüberwachung, die Mutter hieß Henriette. Der Bruder Karl With war Kunsthistoriker, Museumsleiter und Hochschulprofessor in Köln, der zeitlebens einen engen Kontakt zu seiner Schwester suchte. 
Cläre With arbeitete zunächst als Lehrerin in Berlin und leitete später eine Volksschule im Nordosten der Stadt. 
1933 wurde sie entlassen.
Danach wurde sie kurzzeitig Chefredakteurin der Zeitschrift Uhu des Ullstein Verlages und danach seit 1935 der populärwissenschaftlichen Koralle. Sie erweiterte die Gestaltung dieser Zeitschrift um Beiträge aus Kultur, Kunst, Theater und Film und eine Humorseite. Unter ihrer Leitung stieg die Auflage von etwa 150.000 (1936) über etwa 500.000 (1939) bis auf 800.000 (1941).
In den 1940er Jahren erhielt sie ein monatliches Gehalt von 1400 RM + 200 RM Spesen.
Die Zeitschrift Koralle bemühte sich, ideologische und aktuellpolitische Themen zu vermeiden. Cläre With hatte keine besondere Nähe zu nationalsozialistischen Organisationen und war wahrscheinlich auch nicht NSDAP-Mitglied.
Im August 1944 musste das Erscheinen der Zeitschrift eingestellt werden.
Danach wurde Cläre With mit weiteren Mitarbeitern des Deutschen Verlages nach Wattendorf in Franken gebracht, wo sie die letzten Monate des Zweiten Weltkrieges verbrachte. Danach zog sie nach München.
Seit 1948 leitete sie die neue Jugendzeitschrift Pinguin zusammen mit dem Schriftsteller Erich Kästner, danach von 1949 bis 1951 allein.
1964 starb sie in West-Berlin.
Cläre With veröffentlichte zwischen 1930 und 1934 neun Bände  einer Reihe Länder und Völker, in denen sie kindgerecht und anschaulich mit illustrierten Karten Geographie, Geschichte und Kultur verschiedener Weltregionen darstellte. Der bekannte Pädagoge Adolf Reichwein lobte diese

„(...) in den anschaulichen, flott und lebendig gezeichneten, kurz und gedrängt beschrifteten Heften von Cläre With, die für jeden Erzieher und für die mitschauenden und lesenden Kinder ein selten volles und farbiges Bild der Landschaften bieten  (...). Und alles steht hier so, wie wir es gerne haben: in Zeichnung und Skizze, in kindhafte Anschauung übersetzt, anregend auch in der darstellerischen Technik für die Kinder selbst.“

Außerdem verfasste sie 1928 das Libretto für die Oper Die schwarze Kammer von Ernst Rothe.